# 다카미 게이타
다카미 게이타(일본어: 高見 啓太, 1993년 7월 30일~)는 일본의 축구 선수이다.

## 구단 경력
그는 2016년 일본 풋볼 리그의 반라우레 하치노헤에 입단했다. 2018년 일본 풋볼 리그 3위를 기록하여 J3리그로 승격했다. 2021년까지 128경기에 출전하여, 13득점을 넣었다. 2022년부터 2023년까지 일본 풋볼 리그의 MIO 비와코 시가와 스즈카 포인트 게터스에서 뛰었다. 2023년후 현역 은퇴.